# KALOT

A KALOT zászlaja

A Katolikus Agrárifjúsági Legényegyletek Országos Testülete, ismertebb megnevezéssel: KALOT (1935–1946) egyházi indíttatású világi szociális agrárifjúsági reformmozgalom volt; a 20. századi magyar történelem egyik legsikeresebb civil szerveződése.

## A kezdetek
Kerkai Jenőt, a jezsuita rendbe 1924-ben belépett fiatalembert, a KALOT későbbi megalapítóját már szerzetesnövendékként foglalkoztatták az országot sújtó szociális problémák, különösen az agrárproletariátus széles tömegeinek nagyrészt a félfeudális nagybirtokrendszerre visszavezethető nyomora. (Az 1929–33 közötti nagy gazdasági világválság tetőpontján Magyarországon az iparban 240 ezer, a mezőgazdaságban kereken 600 ezer munkanélküli volt). Látnia kellett, hogy ipari munkásság helyzetének javításával több politikai, társadalmi és vallási szervezet is foglalkozik, de a nincstelen vagy szegény mezőgazdasági dolgozók, cselédek és napszámosok nyomorúságos helyzetét ugyan igyekeznek feltárni és bemutatni elkötelezett népi írók, falukutató szociográfusok, de a helyzet konkrét javítását célzó cselekvésnek nem mutatkozik érdemleges jele.
A parasztságnak nem volt törvényes érdekvédelmi lehetősége, mert nem volt megszervezve. Kerkai Jenő és a néhány évvel fiatalabb rendtársa, Nagy Töhötöm, bátorítva XIII. Leó pápa és XI. Piusz pápa szociális körleveleitől (Rerum novarum, illetve Quadragesimo anno), már – a részben külföldön töltött – egyetemi éveik alatt tanulmányozták a vonatkozó szakirodalmat és a nyugat-európai országok megoldási kísérleteit.
Amikor P. Kerkai tanulmányait 1935-ben befejezte Innsbruckban, már hosszútávú stratégiai elképzeléssel tért haza. Két világi fiatalembert, dr. Farkas Györgyöt és Ugrin Józsefet munkatársul megnyerve, rögtön meg is kezdte a Szeged környéki falu- és tanyavilágban a parasztok megszervezését. Közös fáradozásuk nem maradt eredménytelen: a mozgalom, amely hamarosan felvette KALOT nevet, viharos gyorsasággal, néhány év alatt országossá terebélyesedett.

## A mozgalom céljai
A KALOT vezetői mozgalmuk célját rövid négyes jelszóban fogalmazták meg a nyilvánosság számára: Krisztusibb embert! Műveltebb falut! Életerős népet! Önérzetes magyart!
„Krisztusi embert!”: a keresztény világnézetre való építést, a keresztény tanokhoz és az egyházhoz való hűséget jelentette, az evangéliumok alapján álló keresztény erkölcs társadalomformáló jelentőségét emelte ki.
„Műveltebb falut!”: az általános és szakmai műveltség emelésének fontosságát hangsúlyozta, melyek nélkül lehetetlen a paraszti rétegek felemelése.
„Életerős nép!”: Ez a jelszó az emberhez méltó élet gazdasági megalapozásának szükségességét kívánta kifejezni. Ennek érdekében a mozgalom követelte a bérmunkásokat megillető tisztes egyéni és családi bért; termelő, értékesítő és földbérlő szövetkezetek hozott létre, a hatékonyabb termelést elősegítő tanfolyamokat tartott, s a nincstelenek földhöz juttatását segítette telepítések révén. A végső terv egy kiterjedt földreform megvalósulása volt.
„Önérzetes magyart!”: jelentette a magyar népi hagyományok ápolását, szembenállást mind a német nemzetiszocializmussal, mind az internacionalista kommunizmussal, de a szentistváni állameszmének megfelelően nem zárta ki a magyarság fogalmából a hazában élő „idegen szokású” nemzetiségieket, a velük való békés együttélés megvalósításáért fáradozott.
Az 1937-ben kiadott Vezérkönyv részletesebben és határozottabban is megfogalmazta a mozgalom céljait, követeléseit.

## Módszerek és eszközök
A KALOT egy kísérleti három és félnapos vezetőképző tanfolyammal indult. Ez a tanfolyam az általános és gyakorlati képzésen túl elsősorban a vezetésre alkalmas, rátermett fiatalok megtalálásának célját szolgálta. A mozgalom sejtszerűen építkezett: belülről kifelé, és alulról felfelé. A cél az volt, hogy az egyes egyházközségeken belül alakuljanak ki KALOT-csoportok, s a jövendő tagok valójában csak ezeken a csoportokon keresztül csatlakozhattak a mozgalmakhoz. Gyakorlatilag nem egyes személyek, hanem a helyi csoportok voltak a tagok.
A közösségszervező sejtmódszer, a barátkozáson és az embertől emberig menő szervezésen alapuló csoportépítés fontos ismertetőjegye volt a KALOT-mozgalomnak A csoportok felett az egyházközségek papjai csak védnöki szerepet játszottak, a valódi vezetők a parasztok közül kerültek ki. A KALOT elsősorban világiak mozgalma kívánt lenni, mely fölött az egyházi hierarchia nem gyámkodik, hanem támogatást és segítséget nyújt. A KALOT-Központ is elsősorban segíteni kívánta helyi csoportokat, szellemi támogatást nyújtani információkkal, szervezési tanácsokkal, szaktanfolyam-vezetők biztosításával, a helyi egyesületek összefogásával.
Egy másik fontos sajátossága volt a KALOT-nak, hogy a központi szervező munkát nem másodállásban végzett önkéntes munkásokra bízták, hanem főállású munkatársakra, akik munkájukat nem csupán lelkesedésből, hanem fizetésért végezték, s akiktől ezért elvárható, hogy a mozgalom céljáért teljes erőbedobással dolgozzanak.
A Központnak ezt az említett szolgáltató tevékenységét különféle szakosztályok látták el, illetve irányították. Például külön Sajtószakosztály adta ki a mozgalom lapjait (Dolgozó Fiatalság, Forrástár, Ifjúságunk, Magyar Vetés, Kalot Munkafüzet, Népünk, havilap, és a nemzetiségi fiataloknak szólók: a német nyelvű Jung Front, ruszin nyelvű Negyilja, a szlovák Prameny). A Műsorközpont a falusi műkedvelő színpadokat látta el katolikus szempontból kifogástalan előadási anyagokkal, népi színjátékokkal, kész alkalmi műsor-összeállításokkal. A Könyvosztály könyvtáralapítási modelleket dolgozott ki és terjesztette részben saját kiadványait, részben a népi írók műveit. A Művészeti Osztály a különböző művészeti és kulturális ágak (irodalom, színházművészet, néptánc, egyházművészet, népművészet) oktatását szervezte és koordinálta neves művészek és szakemberek (például Illésy Péter, Jankovich Ferenc, Kádár Zoltán, Molnár István, Muharay Elemér, Somogyi Imre, Szervátiusz Jenő) bevonásával.
A mozgalom terebélyesedése, a megrendezendő tanfolyamok egyre növekvő száma, s a hosszabb képzések iránt felmerülő igények idővel népfőiskolák létesítését tette szükségessé. Az első, s idővel központi szerepet játszó KALOT Népfőiskola Érden létesült 1940-ben, s ezt a követő néhány évben még 19 másik népfőiskolát alapított a mozgalom. A húsz népfőiskola közül 7 a Dunántúlon, 3-3 a Duna-Tisza közén és Tiszántúl, 2 Erdélyben és 5 a Felvidéken nyílt meg. A Népfőiskolákon nemcsak a parasztlegényeket oktatták, hanem papoknak, papnövendékeknek és falusi tanítóknak is rendszeresen tartottak összejöveteleket, nyári táborokat, ahol megismertették velük a mozgalom munkáját és céljait.
A KALOT vezetősége rendszeresen szervezett a tagegyletek számára regionális összejöveteleket és országos seregszemléket, ahol a külvilág számára is megmutathatták magukat, s nyertek újabb szimpatizánsokat és támogatókat.

## Kronológia
1935. december: az első három és félnapos vezetőképző tanfolyam Szegeden. 

1936. január: megjelenik a Dolgozó Fiatalság, a mozgalom első lapja. 

1936. novembertől: A mozgalom Katolikus Agrárifjúsági Legényegyletek Országos Titkársága (KALOT) néven működik (kezdetben a Magyarországi Katolikus Legényegylet Országos Szövetsége keretén belül) 1940-ig.

1937. februártól P. Kerkai Nagy Töhötömöt is bevonja a KALOT és a Hivatásszervezet munkájába.

1937. január: megkezdi munkáját a Műsorközpont, megjelenik a Forrástár első száma. 

1937. augusztus: megtartják az első vezetői kongresszust 250 pap és tanító részvételével. 

1937. szeptember: megjelenik a Vezérkönyv (első kötete). 

1938. május: a KALOT első nagy seregszemléje Budapesten (25.000 fiatal az Iparcsarnokban). 

1938 szeptemberétől – Kerkai Jenő távollétében – Nagy Töhötöm a KALOT papi vezetője. 

1938. október: a belügyminiszter jóváhagyja a KALOT alapszabályát. 

1938 vége: a helyi szervezetek (egyletek) száma eléri az ezret, a tagság száma 62 000, a pártolótagoké kb. 150 000. 

1939. február: a Központ Budapestre költözik. 

1939–40.: Teleki Pál fontosnak tartván a KALOT munkáját, kormánya révén anyagilag is támogatja a mozgalom szervező munkáját. 

1939. szeptember: XII. Piusz pápa elismerő és buzdító üzenet küld a KALOT-nak. 

1939. szeptember: megalakul a KALOT szlovákiai titkársága, a visszacsatolt területeken pedig a korábbi Szlovenszkói Katolikus Ifjúsági Egyesület (SZKIE) kb. 20 000 taggal beolvad a KALOT-ba.

1939. október: megalakul a KALOT német titkársága, a KALOT igyekszik akadályozni nemzetiszocialista eszmék magyarországi terjedését. A hónap végén megkezdi munkáját a KALOT rutén (ruszin) titkársága is.

1940. október: megnyílik a KALOT érdi népfőiskolája. 

1940. október: Nagy Töhötöm megkezdi a KALOT székelyföldi szervezését. 

1940. október/november: a belügyminiszter jóváhagyja a KALOT új egységes alapszabályát, a mozgalom ettől fogva Katolikus Agrárifjúsági Legényegyletek Országos Testülete néven működik. 

1940. december: Volksbundisták halálra verik Papp Antal etyeki KALOT-elnököt. 

1940 végére: a KALOT első öt évében 279 megtartott vezetőképző tanfolyamon 17 458 parasztlegény nyert kiképzést, s a mozgalom 3 500 faluba jutott el. 

1941. február: megalapítják Csíksomlyón a Székely Népfőiskolát (A főiskola Kós Károly által tervezett új épületét 1941 nyarán kezdik építeni.) 

1941 tavasza: Stefan Steyer német kormányalkalmazott jelenti Berlinbe: a KALOT akadályozza a „nemzetiségi csoportosulást”. 

1941. október: a KALOT együttműködési megállapodást ír alá a Leventeegyesülettel, hogy elkerülje a feloszlatást. 

1942. február: Nagy Töhötöm a KALOT képviseletében részt vesz a Szárszói Konferencián.

1942. szeptember: a felvidéki Egeg határában létrejön az első KALOT-falu. 

1943. július: Jelentik a berlini Külügyi Hivatalba, hogy „az egyházak ifjúsági intézményei, mint a KALOT […] nyíltan harcolnak a magyarországi német népcsoport jogai, különösen ifjúsági szervezeteink ellen." 

1943. augusztus: a Szárszói Konferencián Muharay Elemér és Somogyi Imre (író) KALOT-főiskolai előadók beszélnek a mozgalomról. 

1943. augusztus: elhatározzák a Katolikus Szociális Népmozgalom nevű szervezet létrehozását a KALOT, az EMSZO és a Hivatásszervezet bázisán.

1944. július: A KALOT vezetése felveszi a kapcsolatot az ellenállást szervező Magyar Fronttal. 

1944. október: a KALOT vezetése részt vesz a Keresztény Demokrata Néppárt megalakításában. 

1944. november–december: P. Nagy Töhötöm a fronton átszökve tárgyal az orosz hadsereg vezetőivel, hogy biztosítsa a KALOT működését a háború utánra. 

1944. december: a nyilasok feldúlják a KALOT-központot; a Nemzeti Számonkérő Szék a KALOT és a Hivatásszervezet több munkatársát elhurcolja. 

1945–46. A KALOT újjászerveződik, vezetői az oroszokkal tárgyalásban maradva keresik a megalkuvás nélküli együttélés (modus vivendi) lehetőségét. Ez a viselkedés kiélezi a KALOT és a tárgyalásokat elutasító Mindszenty hercegprímás közötti viszonyt. 

1946. március: a KALOT csatlakozik a Magyar Ifjúság Országos Tanácsához (MIOT), ezért Mindszenty hercegprímás megvonja addigi elvi támogatását a mozgalomtól. 

1946. július: Rajk belügyminiszter, koholt vádak alapján, betiltja a KALOT-ot. (A KALOT az eddig eltelt időszakban, vagyis 10 éve alatt 35 ezer parasztfiatalt képzett ki intenzív tanfolyamokon.)

## A KALOT utóélete
1946. augusztus: Nagy Töhötöm az oroszokkal tárgyalva eléri, hogy a mozgalom –- nevet változtatva -– KAPSZ (Katolikus Parasztifjúsági Szövetség) néven tovább működhessen, amelyet azonban a magyar kommunisták erős nyomása alatt tartanak. A KAPSZ alapszabályát a magyar belügyminisztérium később nem hagyja jóvá. 

1946. december: P. Nagy Töhötöm nem térhet vissza ötödik illegális római útjáról, rendi vezetői Dél-Amerikába rendelik. 

1947–48: P. Kerkai „Falumanréza” néven hirdet mozgalmat: 1947-ben tízezer, 1948-ban tizenkétezer fiatal vett részt a volt KALOT-titkárok által vezetett ötnapos „lelkigyakorlatokon”. 

1949. február: Az Államvédelmi Hatóság letartóztatja P. Kerkai Jenőt. 

1949. február: Bezárja kapuit az addig utolsóként még működő KALOT-népfőiskola Egyházasfalun.
1983: Hosszú elhallgatás után ismét szabad beszélni és írni a KALOT-ról: februárban az Új Ember hetilapban egy hosszú cikkel, a márciusi népfőiskolai találkozón szóban, a Vigilia havilap júniusi számában pedig négy tanulmánnyal emlékeznek meg a mozgalomról.
1988. június: Emlékkiállítás nyílik a KALOT-ról a budapesti Belvárosi plébániatemplomban. A kiállítást később az ország több városában is bemutatják. 

1989. február: A KALOT mozgalom utódjaként hivatalosan is megalakul a II. Rákóczi Ferenc Katolikus Népfőiskolai Szövetség. 

1992-ben névváltozással újra KALOT-nak hívhatja magát a Népfőiskolai Szövetség. (A 2008-as bírósági bejegyzés szerint: KALOT Katolikus Népfőiskolai Mozgalom Közhasznú Egyesület.) 

2004: P. András Imre jezsuita szociológus kezdeményezésére és támogatásával Csíksomlyón elkezdi a munkáját a Kalot Egyesület mint népfőiskolai, felnőttképzési, közösségépítő és kulturális szervezet. 